# Herminio Molero
Herminio Molero (La Puebla de Almoradiel, Toledo, 1948), és un artista espanyol. Es dedica a la pintura i la música, tot i que també ha treballat amb el cinema, la publicitat, la poesia i el teatre. Interessat per diverses experiències com la poesia visual, l'art per ordinador, l'art conceptual i el happening, la seva pintura s'emmarca dins de la denominada Nova Figuració Madrilenya, tendència figurativa pop i irònica sorgida a Madrid als anys setanta. Aquest heterogeni grup d'artistes, que des del començament tingué el suport de la premsa democràtica sorgida després de la dictadura, mostrà un gran interès pel pop britànic i nord-americà, per la utilització dels suports tradicionals i per la figura humana com a tema principal, que en Molero es concreta en la figura de l'artista o de l'estrella.
L'any 1968, juntament amb Ignacio Gómez de Liaño, Manolo Quejido, Fernando López Vera, Francisco Pino i F. Salazar, crea la Cooperativa de Producción Artística y Artesana (CPAA), un grup d'experimentació poètica gràcies al qual Molero entra en contacte amb aquesta avantguarda madrilenya i que li permet exposar internacionalment.
Després d'una estada a París fins al 1967, en els primers anys de producció a Espanya Molero treballa dins de la poesia concreta, però alhora el seu interès per la cultura popular i mediàtica el fan allunyar d'aquest vessant més poètic. Així, duu a terme sèries d'obres que adopten el format del cartell, amb al·lusions al cartellisme americà, el constructivisme rus i la música pop anglosaxona. A partir del 1968, abandona un llenguatge bàsicament verbal per aproximar-se a la figuració. La seva vinculació amb la música queda plasmada en aquestes primeres obres, de marcada qualitat musical, amb un joc dinàmic de positiu i negatiu, i també en les al·lusions figuratives a la música pop, per mitjà de rostres de personatges populars, com Bob Dylan o John Lennon.
El seu imaginari pop sovint es troba també vinculat als estereotips hispànics, als arquetips espanyols i a la mitomania popular. Cap al 1970 la seva activitat es diversifica: participa en happenings, poesia d'acció, teatre i música electrònica. La seva obra experimenta una progressió des de la cultura hippy, l'estètica electrònica i la filosofia hindú cap a la pintura pròpiament dita i cap a una lectura molt personal del kitsch.
Després d'una etapa d'abandonament de la pintura per dedicar-se a la composició musical, fundant el grup musical Radio Futura, i a la producció de cinema i publicitat, al final dels anys vuitanta retorna a la pintura i s'inicia en l'àmbit del còmic, conservant el llenguatge pop i utilitzant els codis tradicionals de la publicitat.